# Nyőgér
Nyőgér is een plaats (község) en gemeente in het Hongaarse comitaat Vas. Nyőgér telt 347 inwoners (2001).